# こりす
こりすは、日本の漫画家・原画家。主に成人向け漫画を執筆している。

## 経歴・特徴
『COMICポプリクラブ』などに作品を発表していた。
幼い感じのする、瞳の大きいキャラクターを描く傾向にある。旅行好き。
PCゲーム、『さくらシンクロニシティ』のキャラクターデザインを担当していた。
同人サークル「こりすや」として精力的に活動している。

## 作品リスト

### 単行本
1. 『ラブ♥ペロ』 2012年4月26日発売[2]、マックス〈ポプリコミックス〉、ISBN 978-4-86379-066-7
  - 「お返しはハートでね♥」 （COMICポプリクラブ 2011年6月号）
  - 「ほーかご特別教室」 （COMICポプリクラブ 2012年2月号）
  - 「夏の夜の…」 （コアマガジン『PETA』）
  - 「ラブ♥ペロ」 （COMICポプリクラブ 2012年1月号）
  - 「こいびとはおにいちゃん」 （COMICポプリクラブ 2011年9月号）
  - 「お薬の時間」 （COMICポプリクラブ 2012年3月号）
  - 「おしおきしてね」 （コアマガジン『コミックメガストアH』2010年10月号）
  - 「想いはチョコで」 （メディアックス『ラブキス1』）
  - 「まじかる★聖奈」 （キルタイムコミュニケーション『闘神艶戯』Vol.12）
  - 「ファミレス★ぱにっく」 （メディアックス『搾乳ッ娘LOVERS』）
  - 「波間の囁き」 （メディアックス『戦国姫武将陵辱伝～姫武将アンソロジー～』）
  - 「地球上にひとり」 （メディアックス『触手！悦楽の宴2』）
2. 『しちゃってもいいよ♥』 2014年4月24日発売[3]、マックス〈ポプリコミックス〉、ISBN 978-4-86379-316-3
  - 「Soooきゅーと!!」 （COMICポプリクラブ 2012年11月号）
  - 「はじめてのいもうと!?」 （COMICポプリクラブ 2014年1月号）
  - 「オトして魅せる!」 （COMICポプリクラブ 2013年12月号）
  - 「彼女とトロけるアツい部屋」 （COMICポプリクラブ 2013年11月号）
  - 「浴衣のきみと」 （COMICポプリクラブ 2013年9月号）
  - 「ウソツキプール♥」 （COMICポプリクラブ 2013年8月号）
  - 「ゆーわくあたっく!」 （COMICポプリクラブ 2013年5月号）
  - 「ミラクル軒の奇跡」 （COMICポプリクラブ 2013年4月号）
  - 「海風の恋」 （COMICポプリクラブ 2012年9月号）
  - 「おいかけちゃうから!」 （COMICポプリクラブ 2012年5月号）
  - 「もっとおいかけちゃうから!」 （COMICポプリクラブ 2012年7月号）
3. 『快楽をむさぼるだけの行為』 2017年2月6日発売[4][5]、海王社〈KAIOHSHA COMICS〉、ISBN 978-4-79640-975-9
収録作品：「7月、軽井沢寮で」、「神坂と俺」、「秋葉原同人凌辱書店」、「避暑地の処女」、「凌辱系マッサージGOKURAKU」、「Fall for me」、「満員電車JK5分間触り放題」、「Girl in Blue」
  - 2019年9月発売、楽楽出版〈RK COMICS CYBERIA SERIES〉、ISBN 978-4-86704-892-4
4. 『かよわき小さな獲物』 2017年4月27日発売[6][7]、三和出版〈サンワコミックス〉、ISBN 978-4-77699-106-9
5. 『従妹・未緒 はじめての…』 2018年4月26日発売[8][9]、大洋図書〈ミリオンコミックス JLシリーズ〉、ISBN 978-4-8130-5422-1
6. 『りとるがぁるふれんず』 2018年11月30日発売[10][11]、三和出版〈サンワコミックス〉、ISBN 978-4-77699-150-2
7. 『少女エロ身体検査』 2019年5月31日発売[12][13]、三和出版〈サンワコミックス〉、ISBN 978-4-77699-164-9
8. 『放課後快感少女』 2020年8月6日発売[14]、楽楽出版〈RK COMICS CYBERIA SERIES〉、ISBN 978-4-86704-437-7
9. 『ちっちゃくてきもちいぃ♡』 2020年11月30日発売[15][16]、三和出版〈サンワコミックス〉、ISBN 978-4-77699-192-2
10. 『好きにしていい女の子』 2021年8月5日発売[17]、楽楽出版〈RK COMICS CYBERIA SERIES〉、ISBN 978-4-86704-473-5

### 読み切り・連載
- 春が来たら♪ （COMICポプリクラブ 2015年5月号）